# 李豊平
李 豊平（り ほうへい、リー・フォンピーン、1912年 - 2008年）は、中華人民共和国の官僚、政治家。元浙江省人民代表大会常務委員会主任、中国共産党浙江省委書記、浙江省人民政府省長。

## 経歴
1912年、四川省銅梁県（現在の重慶市銅梁区）で生まれる。1932年9月に中国共産党入党。1931年10月から1949年5月まで中国共産主義青年団上海市区及び法南区区委員会書記、中共助潢川中心県委員会書記、新四軍7師政治部副主任、山東省公安局副局長、華東大学分校校長、中国共産党浙江省委員会社会部部長兼中国共産党杭州市委員常務委員、杭州市軍管会公安部部長を歴任した。
中華人民共和国成立後、中国共産党浙江省委員会委員兼社会部部長、浙江省人民政府委員兼公安庁庁長、浙江省政法委員会副主任、主任を歴任した。1952年、浙江省人民政府副主席を担当した。1955年、中国共産党浙江省委員会副書記に昇進した。翌年、中国共産党浙江省委員会書記処書記に就任。1962年、中国共産党安徽省委員会書記処書記兼監察委員会書記に就任。1965年、浙江省人民政府副省長に転任しました。1978年、中国共産党浙江省委員会書記に昇進した。1979年、浙江省人民政府省長に任命。1983年、浙江省人民代表大会常務委員会主任に転任した。
1983年、党中央顧問委員会に移り、委員に任命される。 